# Aron Leuchovius
Aron Leuchovius, född 1680, död 30 december 1714, Solvytjegodsk, var en svensk karolin, som blev tillfångatagen under slaget vid Poltava 1709.
Leuchovius föddes 1680 son son till Aron Leuchovius och en kvinna ur ätten von Halle. Aron den yngres farfars farfar var kyrkoherden Petrus Benedicti. Leuchovius stred som fänrik vid Poltava, där han blev tillfångatagen av ryssarna och fördes till Solvytjegodsk. 1711 gifte sig Leuchovius med kaptensdottern Britha Catharina Berg (död 1762), med vilken han fick sonen Aron, som föddes den 26 december 1712.
Sonen Aron Leuchovius blev major vid artilleriet och användes, på grund av sina kunskaper, under den ryska fredskongressen i Åbo 1743. Han blev adlad Ehrengranat 1751 och avled den 24 april 1772 i Stockholm. Dennes son, Carl Adam Ehrengranat, blev sedermera överstelöjtnant vid Savolax infanteriregemente samt överste i armén.